# Sásd
Sásd [šášd] (německy Schaschd, chorvatsky Šaš nebo Šardin, lotyšsky Šāšda, srbsky Шашд, Šašd, ukrajinsky Шашд, Šašd) je město v Maďarsku v župě Baranya. Město leží pod pohořím Mecsek. Nachází se asi 23 km severozápadně od Pécse a je správním sídlem okresu Hegyhát. Město se rozkládá na ploše 14,88 km² a žije zde 2 964 obyvatel. Podle údajů z roku 2011 zde byli 86,5 % Maďaři, 6,8 % Němci, 6,1 % Romové a 0,2 % Chorvati.
Nejbližšími městy jsou Dombóvár, Komló a Mágocs. Blízko jsou též obce Baranyajenő, Felsőegerszeg, Meződ, Mindszentgodisa, Oroszló, Palé, Tarrós, Varga, Vásárosdombó a Vázsnok.